# Андриян Николаев
Андриян Григориевич Николаев е съветски космонавт от чувашки произход.
Николаев е летял на 2 космически полета – с „Восток 3“, с който става 3-тия съветски космонавт, и със „Союз 9“. Позивната му в тези полети е „Сокол“. И на двата полета поставя рекорди за най-дълъг престой на човек в космоса. Бил е и дублиращ космонавт за полетите „Восток 2“ и „Союз 8“.
Той е първият човек, който прави телевизионно предаване от космоса през август 1962 г. „Восток 3“ участва в първия едновременен полет на 2 космически кораба – заедно с Павел Попович на „Восток 4“.
На 22 януари 1969 г. оцелява при атентат срещу Леонид Брежнев, предприет от бившия съветски офицер Виктор Илин, стрелял погрешно по колата с космонавтите Георгий Береговой, Алексей Леонов, Андриян Николаев, Валентина Терешкова.

## Личен живот
На 3 ноември 1963 г. се жени за космонавтката Валентина Терешкова – първата жена в космоса. Тя ражда (1964) дъщеря им Елена – първото дете на родители космонавти. През 1982 г. се развеждат, но бракът им се разпада много преди това.
Николаев напуска космонавтския корпус на 26 януари 1982 г. Умира от сърдечен удар в Чебоксари, Чувашия, на връщане от V Всеруски летни селски спортни игри, където е бил главен съдия.
Дъщеря му е пожелала да бъде погребан в гробищата на Звездното градче, но след церемонията в Чебоксари тялото му е погребано в родното му село. Планира се останките му да бъдат пренесени в Звездното градче.

## Отличия
Награден е с почетното звание „Герой на Съветския съюз“ (2 пъти), с ордените „Ленин“ и „Червена звезда“ е още множество медали и чуждестранни отличия.